# Eva-Maria Seng

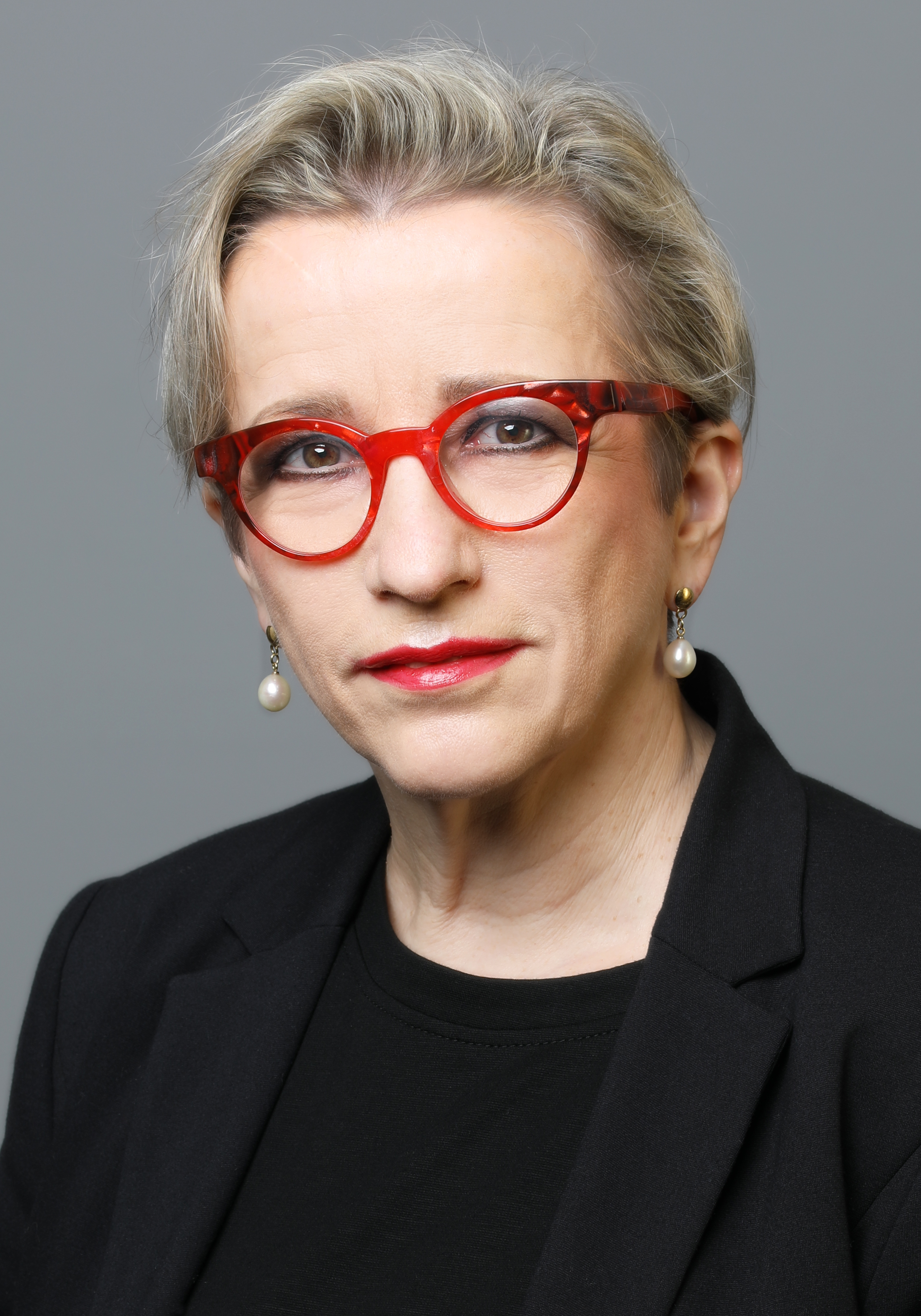
Eva-Maria Seng (2022)

Eva-Maria Seng (* 27. September 1961 in Ulm) ist eine deutsche Kunsthistorikerin und Empirische Kulturwissenschaftlerin. Sie beschäftigt sich  mit dem materiellen und immateriellen Kulturerbe und hat das gleichnamige Fach zuallererst begründet. Seit Juni 2024 ist sie Rektorin der Staatlichen Akademie der Bildenden Künste Stuttgart.

## Leben
Nach ihrem Studium der Kunstgeschichte, Geschichte und Empirischen Kulturwissenschaft an den Universitäten Tübingen und München wurden Seng im Jahr 1992 mit einer Arbeit über den evangelischen Kirchenbau im 19. Jahrhundert mit Auszeichnung promoviert. Daran anschließend baute sie als wissenschaftliche Assistentin und Oberassistentin das Institut für Kunstgeschichte der Martin-Luther-Universität Halle-Wittenberg auf, dessen Geschäftsführung sie innehatte. Sie habilitierte sich im Jahr 2000 ebenda mit einer Schrift über neue Ansätze im Städtebau des 16. und 17. Jahrhunderts. Auf eine Lehrstuhlvertretung an der Universität Zürich folgte im Jahr 2006 die Berufung auf den Lehrstuhl für Materielles und Immaterielles Kulturerbe an der Universität Paderborn. Dort konzeptionierte und etablierte sie den Masterstudiengang Kulturerbe ebenso wie das Kompetenzzentrum für Kulturerbe: materiell – immateriell – digital als wissenschaftliche Dienstleistungsinstanz. Im Auftrag des Ministeriums für Kultur und Wissenschaft des Landes Nordrhein-Westfalen richtete sie die Landesstelle Immaterielles Kulturerbe NRW ein. Regelmäßig nahm Seng Gastprofessuren war, z. B. 2010 am Chaire Alfred Grosser der Sciences Po in Paris, Frankreich, oder 2017 an der Tsinghua-Universität in Peking, China. Seng ist im Dezember 2023 zur Rektorin der Staatlichen Akademie der Bildenden Künste Stuttgart gewählt worden und seit dem 1. Juni 2024 im Amt.

## Wirken
Zu Sengs Arbeits- und Forschungsschwerpunkten zählen Architektur und Städtebau, Landschaftsgestaltung, lebendige Traditionen, Dokumentenerbe, Digital Humanities, Museum und Ausstellungswesen. Mit ihrer  Dissertation legte sie den Grundstein für die Erforschung der Sakralarchitektur des 19. und frühen 20. Jahrhunderts, die zuvor durch die Kunstwissenschaft  vernachlässigt worden war. Dies liegt insbesondere daran, dass dieses Werk entgegen der üblichen monographisch-biografischen Herangehensweise Analysen zu Politik, Kirchenpolitik, Liturgiegeschichte, Architekturtypen und nicht zuletzt zur Kunstgeschichte vereint. Einen innovativen methodischen Ansatz führte Seng ein, indem sie in ihrer Habilitation die Zusammenhänge von landesherrlicher Ordnungspolitik, kartografischen Sammlungen und frühneuzeitlichem Städtebau gewinnbringend betrachtete. Zahlreiche ihrer Projekte widmen sich diesen und weiteren Themenfeldern wie z. B. „Kulturerbe – Sakralbauten“ (Ministerium für Innovation, Wissenschaft, Forschung und Technologie NRW) inklusive der Teilprojekte „Kirchenbau zwischen Säkularisierung und Resakralisierung 1700 bis 1800/1820“ sowie „Kloster und Schloss Corvey als Orte abendländischer Bildungs- und Mediengeschichte“ mit der Wander- und virtuellen Ausstellung „1000 Jahre Wissen – die Rekonstruktion der Bibliothek der Reichsabtei Corvey“ (LWL-Kulturstiftung), „Studiolo communis“ (DFG) und „Wesersandstein als globales Kulturgut“ (BMBF). In einem aktuellen Projekt mit dem Titel „L:IKE – Lernwerkstatt Immaterielles Kulturerbe für schulische Bildung in NRW“ (Ministerium für Kultur und Wissenschaft NRW) wird unter Sengs Leitung erforscht, wie kulturelle Ausdrucksformen im Schulunterricht gezielt reflektiert, diskutiert und vermittelt werden können. Als  Expertin für das kulturelle Erbe engagiert sie sich in zahlreichen Kommissionen, Gremien und Jurys. Seng ist z. B. Vertreterin der Kultusministerkonferenz der Länder in der Reflection Group „EU and Cultural Heritage“ und im Europarat, Kuratoriumsmitglied der Kulturstiftung der Länder und Mitglied im Internationalen Rat für Denkmalpflege ICOMOS. Seit November 2024 ist sie Kuratoriumsmitglied der Akademie Schloss Solitude. Seng gehört dem Doktoranden-Auswahlausschuss der Studienstiftung des Deutschen Volkes an und betreut als federführende Vertrauensdozentin Gruppen von Stipendiaten.  Gemeinsam mit Frank Göttmann gibt sie die Reihe „Reflexe der materiellen und immateriellen Kultur“ bei De Gruyter heraus.

## Schriften (Auswahl)
- Der evangelische Kirchenbau im 19. Jahrhundert. Die Eisenacher Bewegung und der Architekt Christian Friedrich von Leins. Wasmuth, Tübingen/Berlin 1995, ISBN 3-8030-1914-1.
- Stadt – Idee und Planung. Neue Ansätze im Städtebau des 16. und 17. Jahrhunderts. Deutscher Kunstverlag, München/Berlin 2003, ISBN 3-422-06411-7.
- Eva-Maria Seng (Hrsg.): Der Kirchenbau zwischen Sakralisierung und Säkularisierung im 17./18. Jahrhundert und heute. Deutscher Kunstverlag, München/Berlin 2013, ISBN 978-3-422-07114-8.
- Eva-Maria Seng, Reinhard Keil, Gudrun Oevel (Hrsg.): Studiolo. Kooperative Forschungsumgebungen in den eHumanities. De Gruyter, Berlin 2018, ISBN 978-3-11-036464-4.
- Eva-Maria Seng, Helmut Schlichtherle, Claus Wolf (Hrsg.): Prähistorische Pfahlbauten im Alpenraum. Erschließung und Vermittlung eines Welterbes. De Gruyter, Berlin/Boston 2018, ISBN 978-3-11-041869-9.
- Museum – exhibition – cultural heritage. Changing perspectives from China to Europe = Museum – Ausstellung – Kulturelles Erbe. Blickwechsel zwischen China und Europa. De Gruyter, Berlin 2019, ISBN 978-3-11-060134-3.
- Eva-Maria Seng, Frank Göttmann (Hrsg.): Innovation in the Building Industry. Weser Sandstone from the 16th to the 19th Century. Architecture and Digital Humanities = Innovation in der Bauwirtschaft. Wesersandstein vom 16. bis 19. Jahrhundert. Architektur und Digital Humanities. De Gruyter, Berlin/Boston 2021, ISBN 978-3-11-053891-5.
- Otto Bartning. Spektakuläre Kirchenbaulösungen versus Einfachbauten, in: Siegfried Hermle/Thomas Martin Schneider (Hrsg.): Protestantische Impulse. Prägende Gestalten in Deutschland nach 1945. Evangelische Verlagsanstalt, Leipzig 2021, ISBN 978-3-374-06889-0, S. 13–20.
- Kulturerbe – global – regional – lokal. Wechselwirkungen und Zuschreibungen. In: Ramona Dornbusch (Hrsg.): Welt – Stadt – Land – Erbe. Denkmalpflege zwischen höchsten Ansprüchen und Pragmatismus. Landesamt für Kultur und Denkmalpflege Mecklenburg-Vorpommern, Schwerin 2023, ISBN 978-2-7535-9381-7, S. 13–20.
- Authenticité et patrimoine culturel. Genèse et adoption du critère d’authenticité par la Convention du Patrimoine mondia. In: Jean-René Morice/Guy Saupin/Johan Vincent/Nadine Vivier (Hrsg.): Nouvelles lectures patrimoniales. Le Pays de la Loire au miroir de l’Europe. Presses universitaires, Rennes 2024, ISBN 978-2-7535-9381-7, S. 25–34.

## Auszeichnungen
- 1996: Johannes Brenz-Preis des Vereins für württembergische Kirchengeschichte
- 1997: Christian-Wolff-Preis der Martin-Luther-Universität Halle
- 1998: Hanns-Lilje-Preises der Niedersächsischen Akademie der Wissenschaften zu Göttingen
- 2010: 200-Jahres-Medaille der Universität Breslau
- 2019: Ehrenprofessur der Academy of Art and Design of Luoyang, Institute of Science and Technology (LIT)
- 2019: Ehrenprofessur der School of Art and Design of Henan University of Science and Technology (HAUST) in Luoyang